# Kollumers
Het Kollumers is het dialect dat in Kollum, een dorp in de gemeente Noardeast-Fryslân, in de Nederlandse provincie Fryslân wordt gesproken. Dit dialect is een variant van het Stadsfries. Er zijn enkele kleine verschillen. Het Kollumer dialect kent meer Friese woorden en uitdrukkingen dan het Stadsfries. Verder is het, met zijn afgeknepen 'n', beïnvloed door het Saksisch van de Groningers. Het Kollumers moet niet verward worden met het Kollumerlands, dat gesproken wordt in het oosten van de gemeente. Het Kollumerlands rekent men tot het Westerkwartiers.